# الرأي (صحيفة تونسية)
الرأي هي جريدة سياسية أسبوعية صدرت بتونس فيما بين 1977 و1987.
- صدر العدد الأول من هذه الجريدة يوم 29 ديسمبر/كانون الأول 1977. وقد أسسها حسيب بن عمار وتولى رئاسة تحريرها أحمد الكرفاعي وأبو بكر الصغير. ومن بين من محرريها المنصف المرزوقي ونزيهة رجيبة...
- كانت جريدة الرأي في البداية ناطقة باسم حركة الديمقراطيين الاشتراكيين، قبل أن يتمكن مؤسس هذه الحركة أحمد المستيري من إصدار صحيفة المستقبل. وقد فتحت جريدة الرأي أعمدتها لكل التيارات السياسية القانونية وغير القانونية، وهي لذلك تعتبر مصدرا أساسيا من مصادر تاريخ تونس المعاصر.
- تعرضت جريدة الرأي إلى الحجز والتعطيل أكثر من مرة من بينها في 25 مارس/آذار 1981 حيث تم تعطيلها لمدة ستة أشهر، وتكررت عملية الحجز والتعطيل بعد ذلك، آخرها في ديسمبر 1987 إذ توقفت نهائيا بعد أن تم حجز أول عدد لها بعد معاودتها الصدور بسبب مقال سياسي نقدي عنوانه «نشاز» كتبته نزيهة رجيبة المعروفة بأم زياد.